# Liste des circuits du championnat du monde Superbike
 (avril 2025).
| Championnat du monde de Superbike |
| Saison en cours |
| --- |
| Championnat du monde de Superbike 2025 |
| Articles relatifs |
| Superbike Championnat du monde MotoGP Championnat du monde de Supersport Championnat du monde de Supersport 300 British Superbike Championship AMA Superbike Championnat de France |
| Listes |
| Pilotes (Champions) Vainqueurs de courses Circuits |

Ci-dessous une liste des circuits du championnat du monde de Superbike depuis 1988 à 2008. Le premier circuit à avoir accueilli une manche fut le Donington Park.
Les circuits actuels (2013) sont en gras

## Liste
| Circuit                                                   | Lieu             | Saisons                        | Total | Carte |
| --------------------------------------------------------- | ---------------- | ------------------------------ | ----- | ----- |
| Albacete                                                  | Espagne          | 1992-1999                      | 8     |       |
| Anderstorp                                                | Suède            | 1991, 1993                     | 2     |       |
| Assen                                                     | Pays-Bas         | 1992-                          | 22    |       |
| Brainerd Brainerd International Raceway (english version) | États-Unis       | 1989-1991                      | 3     |       |
| Brands Hatch                                              | Royaume-Uni      | 1993, 1995, 1997-2008(2000 2x) | 14    |       |
| Brno                                                      | Tchéquie         | 1993, 1996, 2005-2012          | 10    |       |
| Donington Park                                            | Royaume-Uni      | 1988-2001, 2007-2009, 2011-    | 21    |       |
| Enna-Pergusa                                              | Italie           | 1989                           | 1     |       |
| Estoril                                                   | Portugal         | 1988, 1993                     | 2     |       |
| EuroSpeedway Lausitz                                      | Allemagne        | 2001-2002, 2005-2007           | 5     |       |
| Hockenheim                                                | Allemagne        | 1988-2000                      | 12    |       |
| Hungaroring                                               | Hongrie          | 1988-1990                      | 3     |       |
| Imola                                                     | Italie           | 2001-2006, 2009-               | 11    |       |
| Istanbul Park                                             | Turquie          | 2013-                          | 1     |       |
| Jarama                                                    | Espagne          | 1991-1992                      | 2     |       |
| Jerez                                                     | Espagne          | 1990, 2013-                    | 2     |       |
| Johor                                                     | Malaisie         | 1992-1993                      | 2     |       |
| Kyalami                                                   | Afrique du Sud   | 1998-2002, 2009-2010           | 7     |       |
| Laguna Seca                                               | États-Unis       | 1995-2004,2013-                | 11    |       |
| Le Mans                                                   | France           | 1988, 1990                     | 2     |       |
| Losail                                                    | Qatar            | 2005-2009                      | 5     |       |
| Manfeild (Manfiel - Circuit Chris Amon - english version) | Nouvelle-Zélande | 1988-1990, 1992                | 4     |       |
| Magny-Cours                                               | France           | 1991, 2002-                    | 14    |       |
| Miller Park                                               | États-Unis       | 2008-2012                      | 5     |       |
| Misano                                                    | Italie           | 1993-2012                      | 20    |       |
| Monza                                                     | Italie           | 1990, 1992-1993, 1995-         | 22    |       |
| Moscow Raceway                                            | Russie           | 2012-                          | 2     |       |
| Mosport                                                   | Canada           | 1989-1991                      | 3     |       |
| Motorland Aragon                                          | Espagne          | 2011-                          | 3     |       |
| Mugello                                                   | Italie           | 1991-1992, 1994                | 3     |       |
| Nürburgring                                               | Allemagne        | 1998-1999, 2008-               | 8     |       |
| Oran Park                                                 | Australie        | 1988-1989                      | 2     |       |
| Oschersleben                                              | Allemagne        | 2000-2004                      | 5     |       |
| Österreichring                                            | Autriche         | 1988-1994                      | 7     |       |
| Paul Ricard                                               | France           | 1989                           | 1     |       |
| Phillip Island                                            | Australie        | 1990-1992, 1994-               | 22    |       |
| Portimao                                                  | Portugal         | 2008-                          | 6     |       |
| Salzburgring                                              | Autriche         | 1995                           | 1     |       |
| Sentul                                                    | Indonésie        | 1994-1997                      | 4     |       |
| Shah Alam                                                 | Malaisie         | 1990-1991                      | 2     |       |
| Silverstone                                               | Royaume-Uni      | 2002-2007, 2010-               | 10    |       |
| Spa-Francorchamps                                         | Belgique         | 1992                           | 1     |       |
| Sugo                                                      | Japon            | 1988-2003                      | 16    |       |
| Valencia                                                  | Espagne          | 2000-2010                      | 11    |       |
| Vallelunga                                                | Italie           | 2007-2008                      | 2     |       |
| Zeltweg                                                   | Autriche         | 1997-1999                      | 3     |       |